# Wujek Ridge
Wujek Ridge ist ein bis etwa 1050 m hoher Gebirgskamm mit nordsüdlicher Ausrichtung im westantarktischen Queen Elizabeth Land. Im Dufek-Massiv der Pensacola Mountains  markiert er östlich des Forlidas Ridge das östliche Ende des Davis Valley.
Das Advisory Committee on Antarctic Names benannte ihn 1979 nach Chief Warrant Officer Stanley J. Wujek (1936–2006) von der United States Army, Hubschrauberpilot der Einheit zur Unterstützung des United States Geological Survey bei der Erkundung der Pensacola Mountains zwischen 1965 und 1966.